# Panorama sferyczna

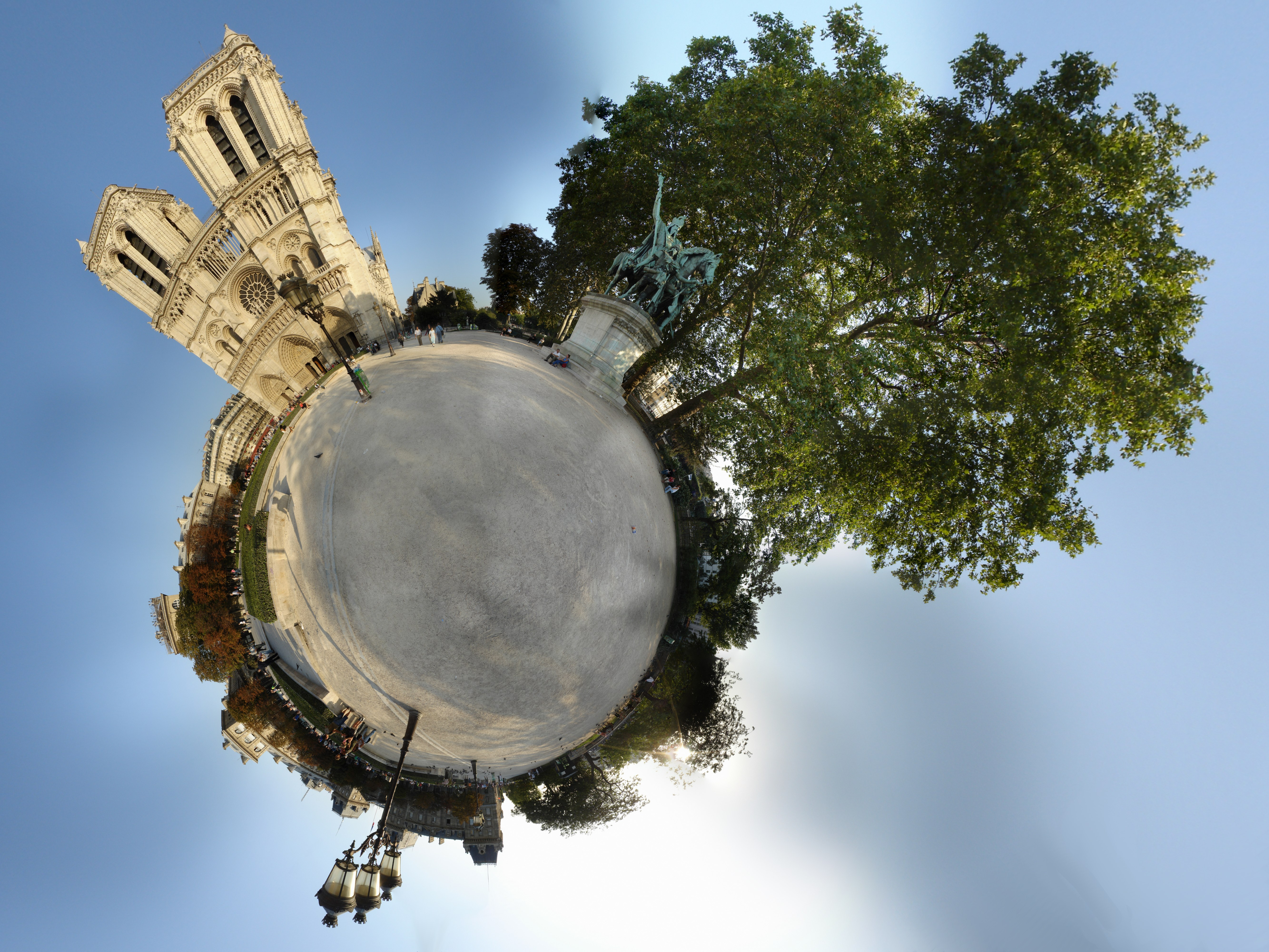
Odwzorowanie stereograficzne (mała planeta).

Odwzorowanie równoodległościowe (na dole widoczne fragmenty statywu i głowicy).

Panorama sferyczna – to nowoczesny rodzaj fotografii, obejmujący cały otaczający widok wokół aparatu - 360 stopni w poziomie i 180 w pionie i w odróżnieniu od tradycyjnej, fotografia sferyczna nie jest ograniczona tzw. kadrem, który pokazuje tylko wycinek rzeczywistości.Jeśli odtworzymy taką fotografię na ekranie komputera, wykorzystując przeznaczony do tego odtwarzacz lub choćby zwykłą przeglądarkę internetową to odniesiemy realistyczne wrażenie przebywania w miejscu wykonania fotografii z możliwością swobodnego rozglądania się wokół.

## Tworzenie panoram
Panoramę sferyczna wykonujemy aparatem panoramicznym lub łącząc zdjęcia fragmentów za pomocą programów komputerowych. Zdjęcia można wykonać fotografując z ręki ale lepszą jakość uzyskamy wykorzystując statywowe głowice do panoram sferycznych. Za pomocą głowicy aparat obracany jest względem osi przechodzących przez punkt bez paralaksy (źrenicę wejściową) obiektywu w celu wyeliminowania błędu paralaksy.